# Ryloth
A Ryloth a Csillagok háborúja elképzelt univerzumának egyik bolygója.

## Leírása
A Ryloth bolygó a Külső Peremben található Ryloth rendszerben helyezkedik el (viszonylagos közelségben található a Tatuin bolygó). Az Orus szektorban levő bolygó átmérője 10 600 kilométer, és légköre lélegezhető. A csillagától a második bolygó, és épp úgy mint nálunk a Hold, a Ryloth is csak egyik felét mutatja a napjának. Egy helybéli nap 30 standard óra, egy Ryloth-év 305 standard napig tart. A gravitációja átlagos. Fővárosa Lessu. A Ryloth a twi’lek értelmes nép otthona, illetve anyabolygója.
A Ryloth bolygón szélsőséges körülmények uralkodnak.  A kötött keringés miatt az állandóan napfényben lévő oldalon perzselő a hőség, de az állandó árnyékban lévő oldalon hóval és jéggel borított területek is találhatók. A nagy hőmérséklet-különbség miatt heves szelek fújnak a két terület határán. Az úgynevezett Fényes Földeken a hőmérséklet akár 300 Celsius-fok is lehet, és itt hatalmas, 500 kilométer/órás szélerősségű, forró szelek járnak. Ezt a twi'lekek szélmalmok hajtására alkalmazzák. Ezek a forró szelek lehűlnek, amikor a sötét oldalra érnek, de azelőtt a sötét oldal peremvidékét felmelegítik annyira, hogy ott élni lehessen. A száraz, sziklás felszínen vékony, lélegezhető légkör uralkodik. A bolygónak 5 vörös színű holdja van.
A bolygó bennszülött népe, a twi'lek olyan jól beilleszkedett a galaktikus társadalomba, hogy többségük máshol él. A Ryloth bolygón a twi'lekek sok helyen megtalálhatók: a mérsékelt éghajlati zónában, ahol a főváros, Lessu is fekszik, a felszín alá nyúló barlangokban a sivatagi hegyek alatt (ide a felszínen tomboló, pusztító, forró viharok és a lylek nevű, páncélos ragadozó sem tud behatolni). 
A twi'lekeken kívül a bolygó másik sikeres faja a szarvasmarhaszerű rycrit.
Az őshonos twi'lekek a ryll fűszert bányásszák, megélhetési célokból. Ezt a fűszert úgy legális, mint illegális célokra is fel lehet használni. Ryloth a Korélia-útvonal egyik végén található, és meglehet, hogy félreesőbb elhelyezkedésű, mint akár a Tatuin.
Lessu, a főváros és Kala'uun űrkikötője a legtöbb csillaghajót fogadni tudja, de a twi'lek technológia nem túl fejlett. Néhány látogató csak azért érkezik a Ryloth bolygóra, hogy megcsodálja „a lebegő kövek kertjét”, de többségük két dolog miatt érkezik: rabszolgák és fűszer.

## Történelme
A Galaktikus Köztársaság már 10 ezer évvel a Klón Háborúk előtt felfedezte ezt a bolygót; a Külső Peremben az egyik elsőként felfedezett bolygó volt. A Ruusani csatát megelőző évtizedekben a bolygón a Sith Akadémia működött. Itt képezték ki az Erővel rendelkezőket kémeknek és bérgyilkosoknak.
A Rylothnak körülbelül Y. e. 10000 óta, vagyis amióta belépett a Köztársaságba, a rabszolgák voltak a fő fizetőeszköze. A twi'lek táncoslányok minden időben keresettek voltak és az eladásukat eltűrte a Coruscanton lévő, mindenkori hatalmon lévő kormány.
A bolygón nagy mennyiségben található ryll ásvány mindig a Ryloth fekete gazdaságának mozgatóereje volt. Bár a Ryloth a „Koréliai kereskedelmi útvonal” egyik végénél fekszik (a Külső Peremen), a ryll kereskedelmének csak kisebb része zajlik ezen a nyilvános útvonalon. Nagy része a hátsó ajtón, „A halálos szél folyosóján” (Death Wind Corridor) közlekedik. Ez Ryloth és Roon között teremt kapcsolatot.
A Klónháborúk alatt a Ryloth és a Coruscant politikusai megerősítették lojalitásukat a Köztársasághoz. Ez alatt más twi'lekek a Szeparatistákkal egyezkedtek. Ez a kényes egyensúly összeomlott, amikor a szeparatista erők durván lerohanták a Ryloth rendszert. A twi'lekek alaptermészetüknél fogva más fajoknál jobban elviselték a Birodalom uralmát, mert mindig megpróbáltak jobb pozíciót kiharcolni maguknak.
A Ryloth galaktikus jelentőségre tett szert Y. u. 6-ban, amikor biztosította a szükséges ryll mennyiséget a krytos vírus ellenszerének előállításához.
Y. u. 24-ben Nolaa Tarkona lázadóvezér átvette a Ryloth uralmát és a Különbözőség Szövetségének (Diversity Alliance) fővárosává tette (ez egy ember-ellenes szövetség volt). Majd józanabb erők vették át az uralmat. A Yuuzhan Vongok elleni harcból és a birodalmi sith háborúkból a Ryloth igyekezett kimaradni.

## Megjelenése a filmekben
Az alapnak számító 1-6. filmben a Ryloth bolygó nem szerepel.
A Klónok háborúja című animációs sorozatban, a „Ryloth-trilógiában” bemutatják Ryloth felszabadulását a szeparatista helytartó, Wat Tambor emír és megszálló droidserege uralma alól.
A The Bad Batch című sorozatban is feltűnik a Ryloth, amikor a Birodalom épp megszállja a bolygót. A 99-es klónerőnek a feladata, hogy kimentse Cham Syndullát, családját, valamint a lázadókat.